# Nagasaki-Autobahn
Die Nagasaki-Autobahn (jap. 長崎自動車道, Nagasaki Jidōshadō) ist eine 120,4 km lange Autobahn im Nordwesten der japanischen Insel Kyūshū. Sie beginnt am Autobahnkreuz Tosu im äußersten Osten der Präfektur Saga und endet in der Stadt Nagasaki. Sie bildet das westliche Teilstück der E34.
Die Nagasaki-Autobahn wird vom westjapanischen Autobahnbetreiber NEXCO Nishi-Nihon (West Nippon Expressway co. , Ltd.) betrieben und ist als „Nationale Hauptstrecke“ (Kokkandō, kurz für 国土開発幹線自動車道, kokudo kaihatsu kansen jidōshadō) klassifiziert. Als E34 bildet sie zusammen mit ihrem als Ōita-Autobahn bezeichneten östlichen Gegenstück die wichtigste Ost-West-Achse im Straßennetz Kyūshūs.
Ihr Baubeginn war im Jahre 1973. Bis 1990 wurde die Strecke vom Kreuz Tosu bis zur Anschlussstelle Nagasaki-Tarami fertiggestellt. Die Verlängerung bis zur Anschlussstelle Nagasaki wurde im Jahre 2004 fertiggestellt.

## Anschlussstellen (Interchange)
Tosu (1) – Higashi-Sefuri (2) – Saga-Yamato (3) – Taku (4) – Takeo-Kitagata (5) – Ureshino (7) – Higashisonogi (8) – Ōmura (9) – Isahaya (10) – Nagasaki-Tarami (11) – Nagasaki-Susukizuka (12) – Nagasaki (13)

## Verlauf
Präfektur Saga
- Tosu
- Miyaki
- Yoshinogari
- Kanzaki
- Saga
- Ogi
- Taku
- Takeo
- Ureshino

Präfektur Nagasaki
- Higashisonogi
- Ōmura
- Isahaya
- Nagasaki